# Вапењик
Вапењик (слч. Vápeník) је насељено мјесто са административним статусом сеоске општине (слч. obec) у округу Свидњик, у Прешовском крају, Словачка Република.

## Становништво
| Година:    | 1994. | 2004.    | 2014.    | 2024.   |
| ---------- | ----- | -------- | -------- | ------- |
| Број људи: | 62    | 47       | 41       | 37      |
| Разлика:   |       | -24,19 % | -12,76 % | -9,75 % |

| Година:    | 2023. | 2024. |
| ---------- | ----- | ----- |
| Број људи: | 37    | 37    |
| Разлика:   |       | +0 %  |

Према подацима о броју становника из 2024. године насеље је имало 37 становника.